# نمشدد
نِمِشدِد (به مجاری:  Nemesdéd) یک منطقهٔ مسکونی در مجارستان است که در ناحیه مارتسالی واقع شده‌است. نمشدد ۲۶٫۶۱ کیلومتر مربع مساحت و ۷۱۹ نفر جمعیت دارد.